# Хметевский, Степан Петрович
Степан Петрович Хметевский (28 октября 1730 — 27 декабря 1800, Переславль-Залесский, Владимирская губерния) — контр-адмирал, герой Чесменского морского сражения.

## Биография
Родился около 28 октября 1730 года в родовом сельце Хомяковка Переславль-Залесского уезда Владимирской губернии; воспитание получил в Морском корпусе, откуда в 1747 году был выпущен гардемарином и, находясь до 1759 г. ежегодно в кампаниях в Балтийском и Немецком морях, сделал переход из Кронштадта в Архангельск и обратно. Командуя пинком «Вологда», участвовал в Семилетней войне, где находился при блокаде Кольберга. В 1762—1763 годах состоял морским адъютантом при наследнике престола Павле Петровиче.
Оставаясь в Балтийском море и командуя поочередно придворной яхтой «Св. Андрей» и фрегатами «Гремящий» и «Св. Сергий», Хметевский в 1769 году был произведён в капитаны 1-го ранга и в том же году отправился на флагманском корабле «Не тронь меня» во второй эскадре Первой архипелагской экспедиции контр-адмирала Эльфинстона в Средиземное море и в 1770 г. участвовал в сражении при Наполи-ди-Романи, а затем, командуя кораблем «Три Святителя», находился в Чесменском бою; во время сражения он со своим кораблем проник в середину турецкого флота и стал действовать «с такой решимостью» по четырём неприятельским судам, что они вынуждены были с большим уроном удалиться в Чесменскую бухту; это отступление послужило как бы сигналом к общему бегству всего турецкого флота. С 1771—1774 г. Хметевский крейсировал в Архипелаге, участвуя, между прочим, и при блокаде острова Станчо, и только в 1775 г. вернулся в Россию.
За храбрость, выказанную в Чесменском бою и военных действиях против турецких береговых укреплений в Архипелаге, Хметевский был 9 июля 1771 г. награждён орденом св. Георгия 4-й степени (№ 108 по списку списку Судравского и № 129 по списку Григоровича — Степанова)
За храбрость и мужество, оказанное в сражении с неприятелем одним кораблем с отличным искусством и неустрашимостью, делая нападение на превосходную неприятельскую силу
26 ноября 1775 г. Хметевский был удостоен ордена св. Георгия 3-й степени (№ 50 по кавалерским спискам)
За отличные подвиги в сражении против неприятеля в виду всего флота со врученным ему кораблем
Произведённый в 1776 г. в капитаны бригадирского ранга и в 1779 г. в капитаны генерал-майорского ранга, Хметевский, по расстроенному здоровью, подал прошение об отставке, но по просьбе графа Чернышёва взял своё прошение назад и, переименованный в контр-адмиралы, командовал эскадрой, посланной в Северный океан для крейсирования между Нордкапом и Кильдином.
По возвращении в Кронштадт он представил в адмиралтейств-коллегию составленные им карты частей Северного океана около Нордкапа, с примечаниями и пояснениями; эти карты были так точны и подробны, что на следующий год, когда из Кронштадта были отправлены корабли в Северный океан, им было приказано не брать лоцманов для входа и выхода в местах около Нордкапа, а пользоваться картами Хметевского.
18 февраля 1780 года Хметевский, по расстроенному здоровью вышел в отставку и поселился в своем имении во Владимирской губернии, под Переславлем-Залесским. В 1780-е годы постоянно общался со своим бывшим командующим по Архипелагской экспедиции адмиралом Г. А. Спиридовым, жившим неподалёку, в селе Нагорье. В 1788—1791 годах Хметевский был Переславским уездным предводителем дворянства. Скончался 24 (по другим сведениям — 27) декабря 1800 года, похоронен в Никитском(?) монастыре в городе Переславль-Залесский. Могила контр-адмирала находится на территории монастыря.
Во время своего пребывания в Средиземном море Хметевский вёл дневник, в котором подробно описал как Чесменский бой, так и все другие действия русского флота в Архипелаге. Этот дневник, представляющий богатый материал для истории русского флота, был напечатан в 1855 г. в журнале «Современник» (т. XLIX, отд. 2, стр. 37—82, 111—170) под заглавием «Журнал Степана Петрова сына Хметевского о военных действиях русского флота в Архипелаге и у берегов Малой Азии в 1770—1774 годах».
В отделе редкой книги Владимиро-Суздальского музея-заповедника хранится рукопись сочинения С. П. Хметевского, датируемая ок. 1792 г. (инв. № В-9642), отличающаяся от публикации 1855 г. большей полнотой изложения и наличием цветных карт.